# Голдинг, Генри
Генри Голдинг (англ. Henry Golding; род. 5 февраля 1987, Бетонг, Саравак, Малайзия) — англо-малайзийский актёр, модель и телеведущий. Долгое время он вёл шоу о путешествиях на BBC, позже завоевав популярность благодаря роли в фильме «Безумно богатые азиаты», выход которого произвёл в мире фурор.

## Биография
Генри Голдинг родился в Сараваке, Малайзия. Его мать имеет ибанские корни, а отец — англичанин. Когда Генри было 8 лет, его семья переехала в Суррей, где он начал ходить в школу The Warwick School. В 21 год он переехал в Куала-Лумпур, чтобы сниматься в кино, после того, как два года проработал парикмахером на Слоун-стрит в Лондоне.
В марте 2017 года стало известно, что Голдинг получил роль в фильме «Безумно богатые азиаты», истории о современной Золушке — китаянке из США (Констанс Ву), которая неожиданно узнает, что её избранник и его семья сказочно богаты, вот только все они настроены против неё. Фильм вышел в прокат в 2018 году и стал сенсацией, три недели продержавшись в лидерах национального бокс-офиса. После этого Голдинг «проснулся» знаменитым. В том же году вышел фильм Пола Фига «Простая просьба», в котором Голдинг исполнил роль мужа героини Блейк Лайвли. Также в картине сыграла Анна Кендрик.
В 2018 году Голдинг стал «Человеком года» по версии журнала GQ (первым азиатом, появившимся на обложке этого издания) и вошёл в список Variety «10 актёров, за творчеством которых надо следить». В 2019 году лицо Голдинга украсило специальное издание Vanity Fair Hollywood issue и весеннюю обложку журнала «W». На выставке CinemaCon он получил статус «Актёр завтрашнего дня».
В ноябре 2019 года актёра можно было увидеть в романтической комедии «Рождество на двоих» в паре со звездой «Игры престолов» Эмилией Кларк. Сценарий к ней написан Эммой Томпсон по классической песне Джорджа Майкла «Last Christmas».
В середине февраля 2020 года в российский прокат вышла криминальная комедия Гая Ричи «Джентльмены» о столкновении талантливого выпускника Оксфорда и влиятельного клана миллиардеров из США. Помимо Голдинга в фильме снялись Мэттью Макконахи, Чарли Ханнэм, Хью Грант, Колин Фаррелл и Мишель Докери. Генри исполнил в фильме роль беспринципного азиатского криминального авторитета, известного под именем Сухой Глаз.
Известно, что в разработке находятся два продолжения картины «Безумно богатые азиаты». Голдинг получил главную роль в приключенческом боевике «Снейк Айз», спин-оффе франшизы «Бросок кобры», а в мае 2021 года — роль Уильяма Эллиота в предстоящей экранизации романа Джейн Остин «Доводы рассудка».

## Личная жизнь
С августа 2016 года Генри Голдинг женат на Лив Ло (телеведущая и инструктор по йоге). Они познакомились в 2011 году. Перед свадьбой актёр совершил специальный обряд перехода в новую жизнь, путешествуя по джунглям Борнео. В 2021 и 2023 годах у Голдинг и Ло родились дочки.

## Фильмография
| Год  |    | Русское название                  | Оригинальное название             | Роль            |
| ---- | -- | --------------------------------- | --------------------------------- | --------------- |
| 2018 | ф  | Безумно богатые азиаты            | Crazy Rich Asians                 | Ник Янг         |
| 2018 | ф  | Простая просьба                   | A Simple Favor                    | Шон Таунсенд    |
| 2019 | ф  | Муссон                            | Monsoon                           | Кит             |
| 2019 | ф  | Рождество на двоих                | Last Christmas                    | Том             |
| 2020 | ф  | Джентльмены                       | The Gentlemen                     | Сухой Глаз      |
| 2021 | ф  | Снейк Айз                         | Snake Eyes                        | Снейк Айз       |
| 2022 | ф  | Доводы рассудка                   | Persuasion                        | Уильям Эллиот   |
| 2023 | мф | Ученик тигра                      | The Tiger's Apprentice            | мистер Ху       |
| 2023 | ф  | Сова в центре города              | Downtown Owl                      | Вэнс Друид      |
| 2024 | ф  | Министерство неджентльменских дел | Ministry of Ungentlemanly Warfare | Фредди Альварес |
| 2025 | ф  | Ещё одна простая просьба          | Another Simple Favor              | Шон Таунсенд    |
| 2025 | ф  | Бессмертная гвардия 2             | The Old Guard 2                   | Туа             |